# Idioma garífuna
El garífuna es un idioma arahuacano hablado en la costa Caribe atlántica de Honduras (98 000), Guatemala (17 000), Belice (16 000) y Nicaragua (1500) por el pueblo garífuna. El garífuna es hablado por menos de una cuarta parte del millón aproximadamente de personas de etnia garífuna.
Una característica interesante de esta lengua es el vocabulario que es usado solamente por las mujeres y el que es utilizado solo por los hombres. Esto, sin embargo, no afecta a todo el vocabulario. Los términos usados por los hombres provienen generalmente del idioma Caribe, mientras que el vocabulario usado por las mujeres viene del idioma arahuaco.
La lengua garífuna, junto con la danza y la música de esta etnia centroamericana y caribeña, fue proclamada en 2001 e inscrita en 2008 en la Lista representativa del Patrimonio Cultural Inmaterial de la Humanidad de la Unesco.

## Comparación con Carib o Kari'nja
Aquí se presentan ejemplos que comparan el garífuna con carib o kari'nja.
|             | Carib o Kari'nja                 | Garífuna                                      |
| hombre      | wokyry                           | wügüri                                        |
| mujer       | woryi                            | würi                                          |
| europeo     | paranakyry (uno del mar, paraná) | baranagüle                                    |
| bueno       | iru'pa                           | irufunti (en textos antiguos, la f fue una p) |
| enojo/odio  | areku                            | yeregu                                        |
| arma/látigo | urapa                            | arabai                                        |
| jardín      | maina                            | mainabu (en textos antiguos, maina)           |
| navío       | kurijara                         | guriara                                       |
| pájaro      | tonoro                           | dunuru (en textos antiguos, tonolou)          |
| mosca       | werewere                         | were-were                                     |
| árbol       | wewe                             | wewe                                          |
| iguana      | wajamaka                         | wayamaga                                      |
| estrella    | arukuma                          | waruguma                                      |
| sol         | weju                             | weyu                                          |
| lluvia      | konopo                           | gunubu (en textos antiguos, konobou)          |
| viento      | pepeito                          | bebeidi (en textos antiguos bebeité)          |
| fuego       | wa'to                            | watu                                          |
| montaña     | wypy                             | wübü                                          |
| agua, río   | tuna                             | duna (en textos antiguos, tona)               |
| mar         | paraná                           | barana                                        |
| arena       | sakau                            | sagoun (en textos antiguos, saccao)           |
| camino      | oma                              | üma                                           |
| piedra      | topu                             | dübü                                          |
| isla        | pa'wu                            | ubouhu (en textos antiguos, oubao)            |

## Gramática

### Pronombres personales
Con independencia de los pronombres personales, el garífuna distingue géneros gramaticales:
|                 | singularidad, hablante masculino | singularidad, hablante femenino | pluralidad |
| primera persona | au                               | nugía                           | wagía      |
| segunda persona | amürü                            | bugía                           | hugía      |
| tercera persona | ligía                            | tugía                           | hagía      |

Las formas au y amürü son de origen Caribe, los otros son de origen Arawakan.

### Plurales de sustantivos
La pluralización de sustantivos no es regular, se realiza por medio de sufijos. Por ejemplo:
- isâni "niño" – isâni-gu "niños"
- wügüri "hombre" – wügüri-ña "hombres"
- hiñaru "mujer" – hiñáru-ñu "mujeres"
- itu "hermana" – ítu-nu "hermanas"

El plural de Garífuna es Garínagu.

### Posesión
Posesión en sustantivos se expresa por la persona gramatical mediante prefijos:
- ibágari "vida"
- n-ibágari "mi vida"
- b-ibágari "su (singular) vida"
- l-ibágari "su vida" (masculino)
- t-ibágari "su vida" (femenina)
- wa-bágari "nuestra vida"
- h-ibágari "su (plural) vida"
- ha-bágari "su vida"

### Verbos
En el garífuna verbos, las categorías tiempo gramatical, aspecto gramatical, modo gramatical, negación lógica y persona (sujeto y complemento) se expresan por medio de afijos, parcialmente respaldados por partículas gramaticales.
El paradigma de conjugaciones son numerosos.

#### Ejemplos
La conjugación del verbo alîha "leer" en el presente continuo:
- n-alîha-ña "estoy leyendo"
- b-alîha-ña "usted (singular) está leyendo"
- l-alîha-ña "él está leyendo"
- t-alîha-ña "ella está leyendo"
- wa-lîha-ña "nosotros estamos leyendo"
- h-alîha-ña "ustedes (plural) están leyendo"
- ha-lîha-ña "ellos están leyendo"

La conjugación del verbo alîha "leer" en el presente:
- alîha-tina "leo"
- alîha-tibu "usted (singular) lee"
- alîha-ti "él lee"
- alîha-tu "ella lee"
- alîha-tiwa "nosotros leemos"
- alîha-tiü "ustedes (plural) leen"
- alîha-tiñu "ellos leen"
- alîha-tiña "ellas leen"

También hay verbos irregulares.

### Numerales
A partir de "3" los números en garífuna son de origen francés y basados en el sistema vigesimal, lo cual en el idioma francés sólo es aparente a "80":
- 1 = aban
- 2 =biñá, biama, bián
- 3 = ürüwa (< trois)
- 4 = gádürü (< quatre)
- 5 = seingü (< cinq)
- 6 = sisi (< six)
- 7 = sedü (< sept)
- 8 = widü (< huit)
- 9 = nefu (< neuf)
- 10 = dîsi (< dix)
- 11 = ûnsu (< onze)
- 12 = dûsu (< douze)
- 13 = tareisi (< treize)
- 14 = katorsu (< quatorze)
- 15 = keinsi (< quinze)
- 16 = dîsisi, disisisi (< "dix-six" → seize)
- 17 = dîsedü, disisedü (< dix-sept)
- 18 = dísiwidü (< dix-huit)
- 19 = dísinefu (< dix-neuf)
- 20 = wein (< vingt)
- 30 = darandi (< trente)
- 40 = biama wein (< 2 X vingt → quarante)
- 50 = dimí san (< "demi cent" → cinquante)
- 60 = ürüwa wein (< "trois-vingt" → soixante)
- 70 = ürüwa wein dîsi (< "trois-vingt-dix" → soixante-dix)
- 80 = gádürü wein (< quatre-vingt)
- 90 = gádürü wein dîsi (< quatre-vingt-dix)
- 100 = san (< cent)
- 1,000 = milu (< mil)
- 1,000,000 = míñonu (< inglés million?)